# Don Francisco
Don Francisco (ur. 28 grudnia 1940) – chilijski prezenter telewizyjny i osobowość telewizyjna.

## Wyróżnienia
Posiada swoją gwiazdę na Hollywoodzkiej Alei Gwiazd.